# Soliton

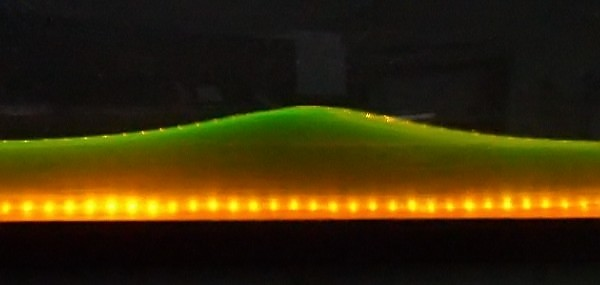
Soliton i en vågkanal i laboratorium.

I matematik och fysik är en soliton en självförstärkande ensam  vågrörelse (ett vågpaket eller en puls) som behåller sin form medan den rör sig med konstant fart. Solitoner orsakas av den inbördes kancelleringen av icke-linjära och dispersiva effekter i mediet. (Termen "dispersiva effekter" syftar på en egenskap hos vissa system där vågornas hastighet varierar beroende på frekvenser.) Solitoner uppstår som lösningar till en stor klass svagt icke-linjära dispersiva partiella differentialekvationer som beskriver fysikaliska system. Solitonfenomenet beskrevs först av John Scott Russell (1808–1882) som observerade en ensam våg fortplanta sig genom Union Canal i Skottland. Han lyckedes återskapa fenomenet i en vågtank och kallade det "translationsvågen" (engelska: The Wave of Translation).

## Definition
Definitionen för solitoner beror mycket på vem man frågor och inom vilket fält men ett exempel är:
En soliton är en rumsligt begränsad, icke-dispersiv och icke-singulär lösning till en icke-linjär fältteori.
Med andra ord följer den inte vanliga regler för superposition inom vågfysiken.

## Historia
1835 observerade John Scott Russell en pråm vilken blev bogserad genom en smal passage i Union Canal i Skottland. Pråmen fastnade och stannade. Trots detta fortsatte vågen som kom från fören vidare. När Russell följde efter denna märkte han att den inte verkade förlora vare sig hastighet eller form, detta kallade Russell "The Wave of Translation".
1895 skrev Diederik Korteweg och Gustav de Vries en berömd rapport på vattenvågs dynamik och i denna fanns Korteweg-deVries (KdV) ekvationen, en analytisk lösning till Russels arbete.
Värt att nämna är även att första gången termen soliton användes var i Zabusky och Kruskals arbete om ensam vågor i plasma.
Tidigare har solitoner ansetts som en omöjlighet och många tveksamma röster höjdes ursprungligen när Russell berättade om fenomenet. Anledningen till att solitoner ansetts omöjliga, är att ett dispersivt och icke-linjärt medium (olika delar av mediet har olika lokala egenskaper såsom inom optiken olika brytningsindex) har ansetts oundvikligen förändra formen på varje våg oavsett form över tiden. Även om vissa solitoner ändrar sin form över tiden återkommer den alltid till sin ursprungliga form. Detta beror på att hastigheten av vågen beror på amplituden och när den splittras upp i flera vågor kommer dessa med tiden ha jagat ifatt varandra igen och på så sätt återskapat den ursprungliga vågen.

## Egenskaper
En av de egenskaperna som är speciella för solitoner är den att solitonen även efter en kollision med en annan soliton behåller sin form. Under kollisionen däremot interagerar de bägge solitonerna icke-linjärt. Soliton-interaktionen kan delas upp i tre olika fall beroende på kvoten mellan deras hastigheter.
Fall I: 
{\displaystyle {{c_{1}} \over {c_{2}}}<2.62}
I första fallet kommer de bägge vågorna att kollidera och de bägge vågornas egenskaper kommer att växla till den andra vågen. Under denna kollisionstyp verkar inte vågorna passera varandra.
Fall II: 
{\displaystyle 2.62<{{c_{1}} \over {c_{2}}}<3}
I detta fall absorberar vågen med störst amplitud den mindre vågen. Om man liknar vågorna som bergskedjor så finns det under hela förloppet två bergskedjor som möts upp i kollisionspunkten.
Fall III: 
{\displaystyle 3<{{c_{1}} \over {c_{2}}}}
Om hastighetsskillnaden är stor nog sker en fullständig absorption av den mindre vågen vid kollision. Med bergskedje liknelsen finns här endast en kedja som leder till kollisionspunkten.

## Matematisk beskrivning
Då John Scott Russell undersökte vågorna fann han att dessa kunde beskrivas av funktionen:
{\displaystyle U(x,t)=A\operatorname {sech} ^{2}\left[{\sqrt {A \over 2}}(x-2At)\right]}
Det kan visas att KdV-ekvationen uppfylls av Russells funktion. KdV-ekvationen är:
{\displaystyle u_{t}+6uu_{x}+u_{xxx}=0}
Där {\displaystyle u_{t}} resp. {\displaystyle u_{x}} är partialderivatan av u med avseende på t respektive x.
För att visa att Russels funktion uppfyller KdV räknas först termerna ut.
{\displaystyle U_{t}=-{\sqrt {2}}A^{3/2}\operatorname {sech} ^{2}(\theta )\tanh(\theta )}
{\displaystyle 6UU_{x}=-6{\sqrt {2}}A^{5/2}\operatorname {sech} ^{4}(\theta )\tanh(\theta )}
{\displaystyle U_{xxx}=6{\sqrt {2}}A^{5/2}\operatorname {sech} ^{4}(\theta )\tanh(\theta )-2{\sqrt {2}}A^{5/2}\operatorname {sech} ^{4}(\theta )\tanh(\theta )}
{\displaystyle =-2AU_{x}-6UU_{x}}
Där {\displaystyle \theta ={\sqrt {A \over 2}}(x-2At)}
Om detta sedan sätts in i KdV fås:
{\displaystyle U_{t}+6UU_{x}-2AU_{x}-6UU_{x}=0}
Och med förkortning och insättning visas att Russells funktion uppfyller KdV-ekvationen.
{\displaystyle U_{t}-2AU_{x}=0}
Ur detta kan ses att den olinjära delen av funktionen som uppstod på grund av att vågen diffunderar med avståndet({\displaystyle U_{x}}) försvinner, samt att hastigheten på vågen är {\displaystyle 2A}, med andra ord dubbla amplituden.

## Tillämpningar
Forskning och användning av solitoner pågår i många fält till exempel:
Fiberoptik:
Fördelen med solitoner att man skulle kunna sända signaler i bägge riktningarna längs samma kabel utan att signalerna påverkar varandra. Tyvärr har optiskt överförda solitoner i fiber problem med det faktum att det existerar energiförluster så avståndet man kan sända dem begränsas av fibermediet.
Kvantinformations processering(QIP):
Inom kvantinformationsområdet är solitoner intressanta då deras icke-linjära egenskaper kan utnyttjas på många sätt.
Partikelfysiken:
Då solitoner beter sig i mångt och mycket som partiklar då de till skillnad från vågor bara består av en vågpuls samt att de kan studsa och interagera med andra solitoner utan att förlora energi, kan de vara bra modeller för elementarpartiklar i vissa användningsområden.